# Красносілка (Одеський район)
Красносі́лка (в минулому — Гільдендорф, Кутузовка) — село в Україні, у Одеському районі Одеської області, адміністративний центр Красносільської сільської громади. Населення становить 5187 осіб. На території села розташоване Красносільське лісництво, яке засноване 50 років тому, є власне відділення зв'язку і Красносільська амбулаторія.

## Історія
Село засновано німецькими переселенцями з Баден-Вюртембергу в 1807 році під назвою Гюльдендорф нім. Güldendorf — Золоте село). За іншими даними, переселенці отримали землю тільки у 1819 р. і заснували три колонії: Фрідріхсталь, Штутгарт і Ватерлоо, але через брак води, у 1830 р., були переведені на нове місце, де і виникло село Гюльдендорф. Назву село дістало завдяки плодючості земель, на яких вирощували переважно хліб і виноград. За з іншою версією, колонія названа на честь Єгора Єгоровича Гюльденшанца, старшого члена Одеської колегії опікунства. Пізніше назву села було змінено на Гільдердорф.
На початок село входили до складу Березанського колоністського округу, але згодом утворило окремий округ. Станом на 1886 у німецькій колонії, центрі Гільдендорфської волості Одеського повіту Херсонської губернії, мешкало 1549 осіб, налічувалось 201 дворове господарство, існували молитовний будинок, школа та 3 лавки.

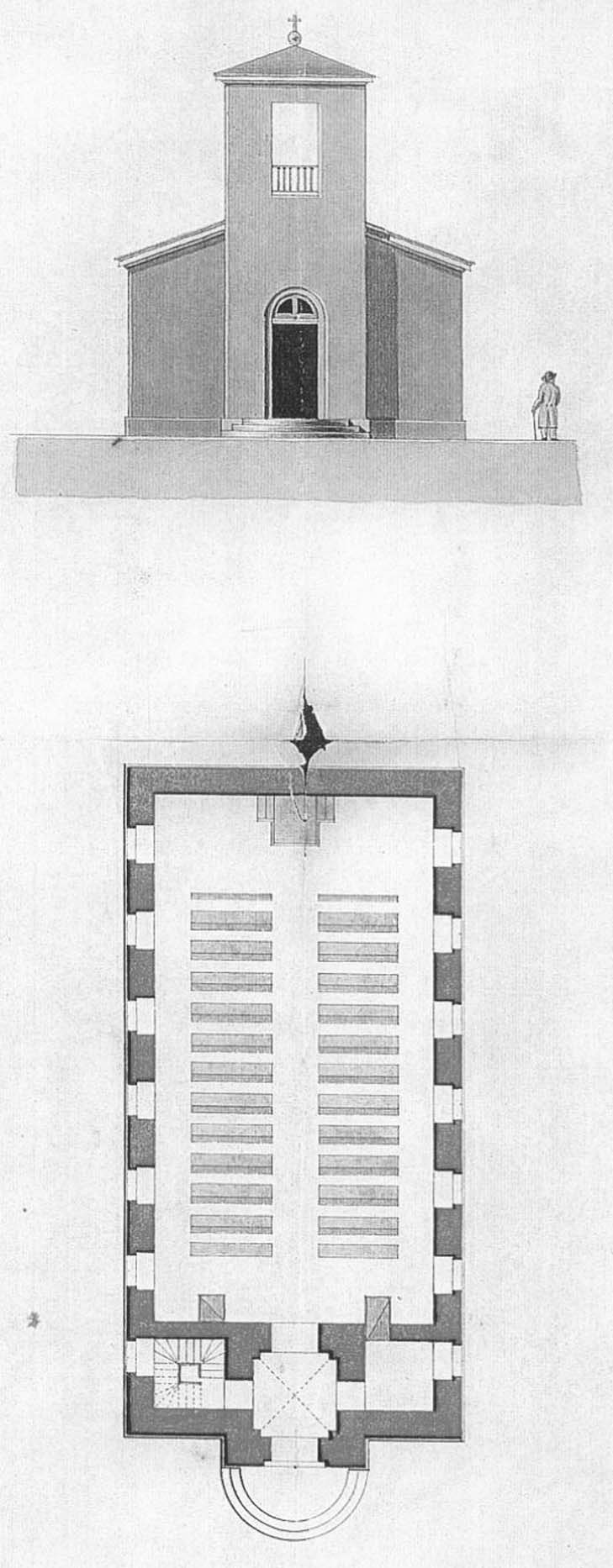
Проект баптистського молитвеного будинку у Гільдендорфі

Із початком Першої світової війни в Російській імперії почалася відкрита антинімецька політика, націлена на знищення культури і національної пам'яті. Впроваджувалася заборона на економічну і культурно-просвітницьку діяльність, позбавлення власності за національною ознакою, дискримінація по відношенню до релігії і мови, політичні репресії, тощо. 15 жовтня 1914 р. з'явився циркуляр № 55 про перейменування колоній і селищ, що носять німецькі назви. Відтак назву села було змінено на Кутузове, хоча в народі продовжували використовувати стару назву.
Прихід Радянської влади у квітні 1919 р. в селі був сприйнятий негативно. У липні-серпні 1919 р. населення сіл Гільдендорфа, Люстдорфа і низки німецьких сіл сучасного Овідіопольського району організувало повстання проти Радянської влади, яке було жорстоко придушено. У 1920-ті роки у селі було створено об'єднання незаможників, але до нього увійшло лише 10 родин. На початку 1930-х років у селі було розпочато колективізацію, створено Товариство спільної обробки землі і два колгоспи — ім. Ернста Тельмана і ім. Рози Люксембург.
Під час організованого радянською владою Голодомору 1932—1933 років померло щонайменше 47 жителів села.
8 квітня 1944 року село було взято частинами 49 Гвардійської стрілецької дивізії 5-ї ударної армії, під командуванням генерал–полковника Цвєтаєва. Одразу назву села було змінено (01.02.1945) з німецького Гільдендорф на Красносілку (красиве село).
Практично того ж дня було створено Красносільську сільську раду, яка спочатку відносилася до Одеського району.
У 1950 році обидва колгоспи села було об'єднано в один, під назвою «Победа» (Перемога). У 1959 році було вирішено створити на базі колгоспу радгосп «Одеський» овочево–молочної спеціалізації. У грудні 1962 року Одеський район було ліквідовано, а Красносілка увійшла до складу Комінтернівського району Одеської області.

## Населення
Згідно з переписом УРСР 1989 року чисельність наявного населення села становила 4317 осіб, з яких 1921 чоловік та 2396 жінок.
За переписом населення України 2001 року в селі мешкало 4576 осіб.

### Мова
Розподіл населення за рідною мовою за даними перепису 2001 року:
| Мова       | Відсоток |
| ---------- | -------- |
| українська | 73,23 %  |
| російська  | 24,69 %  |
| білоруська | 0,44 %   |
| молдовська | 0,44 %   |
| болгарська | 0,33 %   |
| вірменська | 0,31 %   |
| німецька   | 0,04 %   |
| польська   | 0,04 %   |
| циганська  | 0,04 %   |
| гагаузька  | 0,02 %   |
| інші       | 0,42 %   |

## Промисловість
Серед об'єктів промисловості на території села розміщені підприємства: ТОВ «Будпромбутпослуги», ПП «Стимул», ВАТ «ГСКБ Грунтомаш», МПП «Гармаш», ТОВ «Берег», ТОВ «Академія відпочинку» і МПП «Універсал». Крім того в селі є 13 магазинів, 12 торгових павільйонів і 3 кафе.

## Освіта
Серед закладів освіти в селі розміщено Красносільський дитячий будинок–інтернат і Красносільський навчально-виховний комбінат «ЗЗСО І-ІІІ ступенів — ліцей дитячий навчальний заклад».

## Люди
В селі народився Клемешев Сергій Сергійович (1993—2017) — молодший сержант Збройних сил України, учасник російсько-української війни.